# Penya Encarnada d'Andorra
Penya Encarnada d'Andorra is een Andorrese voetbalclub uit Santa Coloma. 
In 2015 won de club de Lliga de Segona Divisió en promoveerde naar de Primera Divisió, waar de club na één seizoen uit degradeerde. In 2017 promoveerde de club opnieuw maar moest ook nu na één seizoen weer een treetje lager spelen. Deze geschiedenis herhaalde zich in 2020. 

## Eindklasseringen vanaf 2010
| 7 |

| 9 |

| 9 |

| 11 |

| 14 |

| 1 |

| 8 |

| 2 |

| 8 |

| 4 |

| 1 |

| 8 |

| 1 |

| 5 |

| 5 |

| 7 |

| Primera Divisió | Segona Divisió |

Atlètic Club d'Escaldes ·
CE Carroi ·
CF Esperança d'Andorra ·
FC Santa Coloma ·
Inter Club d'Escaldes ·
FC Ordino ·  
FC Pas de la Casa ·
Penya Encarnada d'Andorra ·
FC Rànger's ·
UE Santa Coloma